# Abrothrix hershkovitzi
Abrothrix hershkovitzi är en däggdjursart som beskrevs av Patterson, Gallardo och Freas 1984. Abrothrix hershkovitzi ingår i släktet Abrothrix, och familjen hamsterartade gnagare. Inga underarter finns listade i Catalogue of Life.
Denna gnagare förekommer bara på ön Isla Capitan Aracena i Eldslandet. Ön tillhör Chile. Habitatet utgörs av myr nära skogar.